# Enrico III di Limburgo
Enrico di Limburgo (1140 circa – Kerkrade, 21 giugno 1221) fu Duca di Limburgo e Conte di Arlon dal 1167 alla sua morte.

## Origine
Enrico, secondo la Histoire du Limbourg, vol.III. era figlio del Duca di Limburgo e Conte di Arlon, Enrico II e della prima moglie, Matilde di Saffenberg, figlia del conte Adolfo di Saffenberg, la quale aveva portato in dote i territori di Rode, che da quel giorno furono detti: Rode le Duc, da cui Rolduc.
 Enrico II di Limburgo, secondo la Histoire du Limbourg, vol VI: Codex diplomaticus Valkenburgensis. era figlio del Duca di Limburgo, Conte di Arlon e Duca della Bassa Lorena (Lotaringia), Valerano II e della moglie, Giuditta von Wassenberg , che, come ci conferma il Gisleberti Chronicon Hanoniense, era figlia del primo conte di Gheldria e signore di Wassenberg, Gerardo I.

## Biografia
Enrico viene citato, per la prima volta nel documento n° LIV della Histoire du Limbourg, vol VI: Codex diplomaticus Valkenburgensis., inerente ad una donazione all'Abbazia di Rolduc, fatta dalla nonna, Giuditta, datata 1151, e controfirmata dal padre, Enrico II e da Enrico.
Nel 1167, suo padre, Enrico II fu al seguito dell'imperatore, Federico Barbarossa, che, col suo esercito, raggiunse Roma, dove Enrico, causa la peste, morì, in quello stesso anno e fu inumato nell'Abbazia di Rolduc a Kerkrade, in Limburgo.
Enrico succedette al padre come Enrico III Duca di Limburgo e Conte di Arlon.
Nel 1171 e 1172, Enrico è autore di due donazioni: nel primo documento n° LX si definisce Henricus filius domini Henrici filii ducis Walerami de Lymburg, nel secondo n° LXI si definisce Henricus Dei gratia comes de Arlo.
Nel 1172, Enrico scontratosi col conte di Lussemburgo e di Namur, Enrico IV detto il Cieco, alleato del Conte di Hainaut, Baldovino V, venne sconfitto e dovette riparare ai danni causati alla contea di Lussemburgo.
Nel 1183, Enrico ebbe problemi con l'imperatore Federico Barbarossa, riguardo all'elezione del vescovo di Treviri, sino ad arrivare allo scisma della Diocesi di Treviri.
Enrico assunse il titolo di marchese d'Arlon, come si evince dal documento n° LXX, del 1187, in cui si definisce dux de Lembor el marchiavus de Herlon.
Nel 1189, Enrico, coi figli, Enrico e Valerano, prese la Croce al seguito dell'imperatore, Barbarossa, ma ben presto fece ritorno in patria (solo Valerano arrivò in Terra santa).
Nel 1190, Enrico, ebbe problemi con il nipote, Enrico I di Brabante, riguardo alla dote di sua madre, Margherita di Limburgo, sorella di Enrico; l'anno seguente fu raggiunto un compromesso in cui il ducato di Limburgo si riconosceva vassallo del ducato di Brabante.
Enrico fu sostenitore di Ottone IV di Brunswick, che il 9 giugno 1198 era stato eletto a Colonia re di Germania (Rex Romanorum) dai principi guelfi del basso Reno; l'incoronazione ebbe luogo ad Aquisgrana il 12 luglio e fu celebrata da Adolfo, arcivescovo di Colonia, in contrapposizione a Filippo di Svevia, incoronato a Magonza, l'8 settembre. Secondo la Chronica Albrici Monachi Trium Fontium Enrico, col figlio, Valerano, furono presenti all'incoronazione di Ottone.
 Enrico si schierò con Ottone, e fu tra i firmatari della lettera inviata al Papa Innocenzo III, per richiedere sia la conferma a re di Germania che l'incoronazione imperiale di Ottone.
Enrico fu a fianco di Ottone IV, partecipò alla campagna contro il regno di Francia, ma, nei pressi di Bruxelles, vennero sconfitti, nel 1214, nella battaglia di Bouvines, vicino a Lilla.
Enrico morì nel 1221, e come ci ricorda la Chronica Albrici Monachi Trium Fontium fu sepolto nell'Abbazia di Rolduc a Kerkrade, in Limburgo e gli succedette il figlio Valerano.

## Matrimoni e discendenza
Enrico aveva sposato Sofia di Saarbrücken (come ci viene confermato dal documento n° LXVII della Histoire du Limbourg, vol VI: Codex diplomaticus Valkenburgensis., datato 1178), figlia del conte di Saarbrücken, Simone I e della moglie Mechilde.
Enrico da Sofia ebbe otto figli:
- Enrico[29] († 1214), signore di Wassenberg[30];
- Valerano[29] (1168 ca. † 1226), duca diu Limburgo et Conte di Lussemburgo[31];
- Simone[29] (1178 † 1195), cardinale et vescovo di Liegi[32] (1193–1195);
- Federico[29] († 1211), signore di Lummen[33];
- Gerardo[29] († 1225), conte di Wassenberg[31];
- Giuditta[29] († 1202), moglie di Goswin de Falkenbourg[29] († 1217);
- Matilde[29] († 1202) ;
- Isabella o Isolde[29] († 1221), moglie di Thierry di Heinsberg e di Valkenburg[31] (1192 † 1227).

Ad Enrico viene attribuito anche un figlio illegittimo:
- Macario.

## Ascendenza
|                         |                          |                         | Genitori                   |  |  | Nonni |  |  | Bisnonni                  |  |  | Trisnonni              |  |
|                         |                          |                         |                            |  |  |       |  |  | Enrico della Bassa Lorena |  |  | Valerano I di Limburgo |  |
|                         |                          |                         |                            |  |  |       |  |  | Enrico della Bassa Lorena |  |  | Valerano I di Limburgo |  |
|                         |                          | Jutta                   |                            |  |  |       |  |  | Enrico della Bassa Lorena |  |  |                        |  |
| Valerano II di Limburgo |                          |                         |                            |  |  |       |  |  | Enrico della Bassa Lorena |  |  |                        |  |
|                         |                          | Adelaide di Podenstein  | Bodo di Podenstein         |  |  |       |  |  |                           |  |  |                        |  |
|                         |                          | Adelaide di Podenstein  | Bodo di Podenstein         |  |  |       |  |  |                           |  |  |                        |  |
|                         |                          | Adelaide di Podenstein  | Giuditta di Schweinfurt    |  |  |       |  |  |                           |  |  |                        |  |
| Enrico II di Limburgo   |                          | Adelaide di Podenstein  |                            |  |  |       |  |  |                           |  |  |                        |  |
|                         |                          | Gerardo I di Gheldria   | Teodorico ''flamens''      |  |  |       |  |  |                           |  |  |                        |  |
|                         |                          | Gerardo I di Gheldria   | Teodorico ''flamens''      |  |  |       |  |  |                           |  |  |                        |  |
|                         |                          | Gerardo I di Gheldria   | …                          |  |  |       |  |  |                           |  |  |                        |  |
| Giuditta von Wassenberg |                          | Gerardo I di Gheldria   |                            |  |  |       |  |  |                           |  |  |                        |  |
|                         |                          | Clemenza d'Aquitania    | Guglielmo VII di Aquitania |  |  |       |  |  |                           |  |  |                        |  |
|                         |                          | Clemenza d'Aquitania    | Guglielmo VII di Aquitania |  |  |       |  |  |                           |  |  |                        |  |
|                         |                          | Clemenza d'Aquitania    | Ermesinda di Lotaringia    |  |  |       |  |  |                           |  |  |                        |  |
| Enrico III di Limburgo  |                          | Clemenza d'Aquitania    |                            |  |  |       |  |  |                           |  |  |                        |  |
|                         | Ermanno IV di Saffenberg | Adolfo II di Keldachgau |                            |  |  |       |  |  |                           |  |  |                        |  |
|                         | Ermanno IV di Saffenberg | Adolfo II di Keldachgau |                            |  |  |       |  |  |                           |  |  |                        |  |
|                         | Ermanno IV di Saffenberg | …                       |                            |  |  |       |  |  |                           |  |  |                        |  |
| Adalberto di Saffenberg | Ermanno IV di Saffenberg |                         |                            |  |  |       |  |  |                           |  |  |                        |  |
|                         |                          | Gepa (Jepa) di Werl     | …                          |  |  |       |  |  |                           |  |  |                        |  |
|                         |                          | Gepa (Jepa) di Werl     | …                          |  |  |       |  |  |                           |  |  |                        |  |
|                         |                          | Gepa (Jepa) di Werl     | …                          |  |  |       |  |  |                           |  |  |                        |  |
| Matilde di Saffenberg   |                          | Gepa (Jepa) di Werl     |                            |  |  |       |  |  |                           |  |  |                        |  |
|                         |                          | …                       | …                          |  |  |       |  |  |                           |  |  |                        |  |
|                         |                          | …                       | …                          |  |  |       |  |  |                           |  |  |                        |  |
|                         |                          | …                       | …                          |  |  |       |  |  |                           |  |  |                        |  |
| Matilde                 |                          | …                       |                            |  |  |       |  |  |                           |  |  |                        |  |
|                         |                          | …                       | …                          |  |  |       |  |  |                           |  |  |                        |  |
|                         |                          | …                       | …                          |  |  |       |  |  |                           |  |  |                        |  |
|                         |                          | …                       | …                          |  |  |       |  |  |                           |  |  |                        |  |
|                         |                          | …                       |                            |  |  |       |  |  |                           |  |  |                        |  |

### Letteratura storiografica
- Austin Lane Poole, Filippo di Svevia e Ottone IV, cap. II, vol. V (Il trionfo del papato elo sviluppo comunale) della Storia del Mondo Medievale, 1999, pp. 54–93.
- (LA)  Histoire du Limbourg, vol VI: Codex diplomaticus Valkenburgensis.
- (LA)  Histoire du Limbourg, vol VII: Annales Rodensis.
- (FR)  Histoire du Limbourg, vol.III: Codex diplomaticus Dalemensis.